# Trufa (pastisseria)

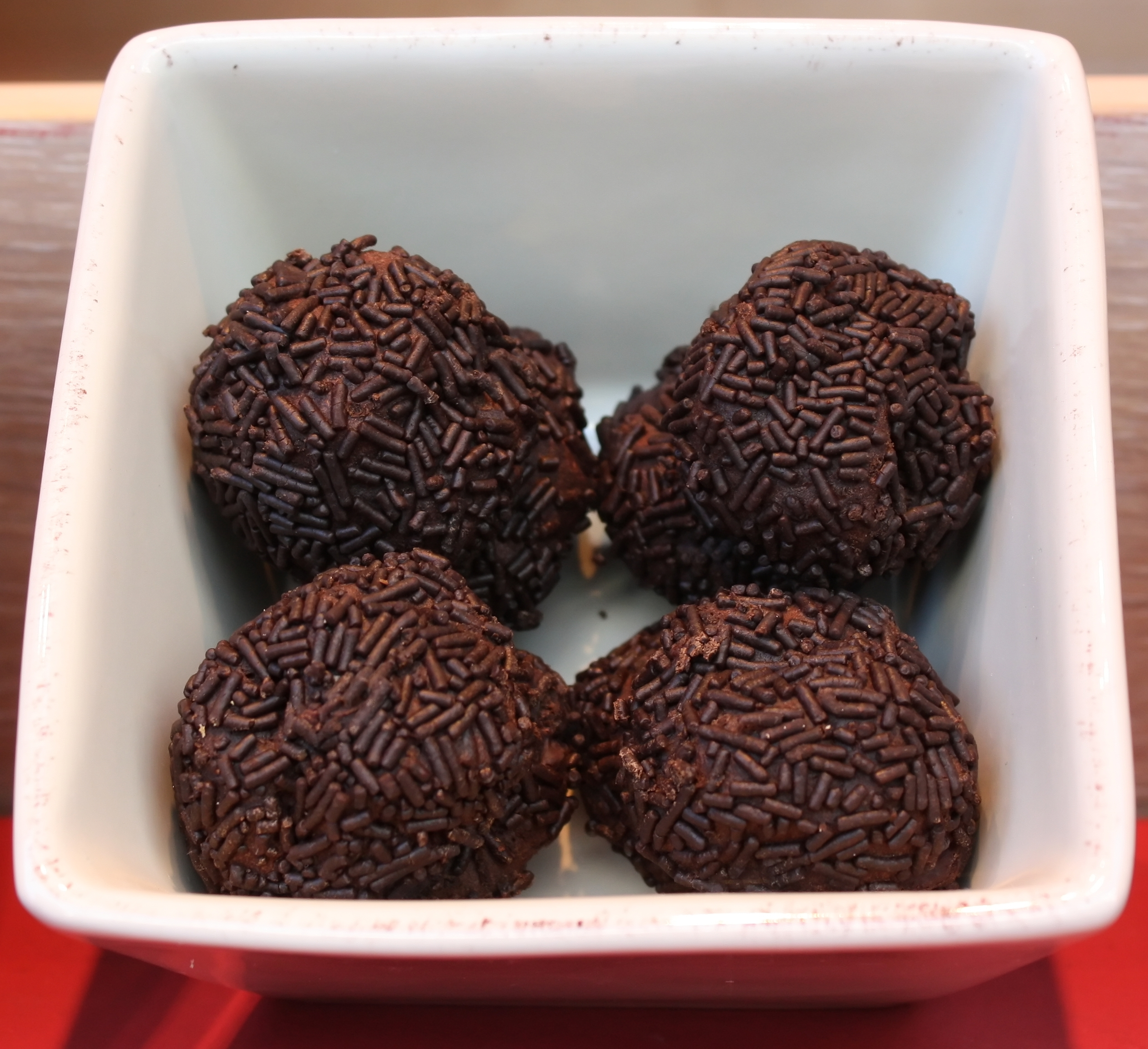
Quatre trufes en un platet

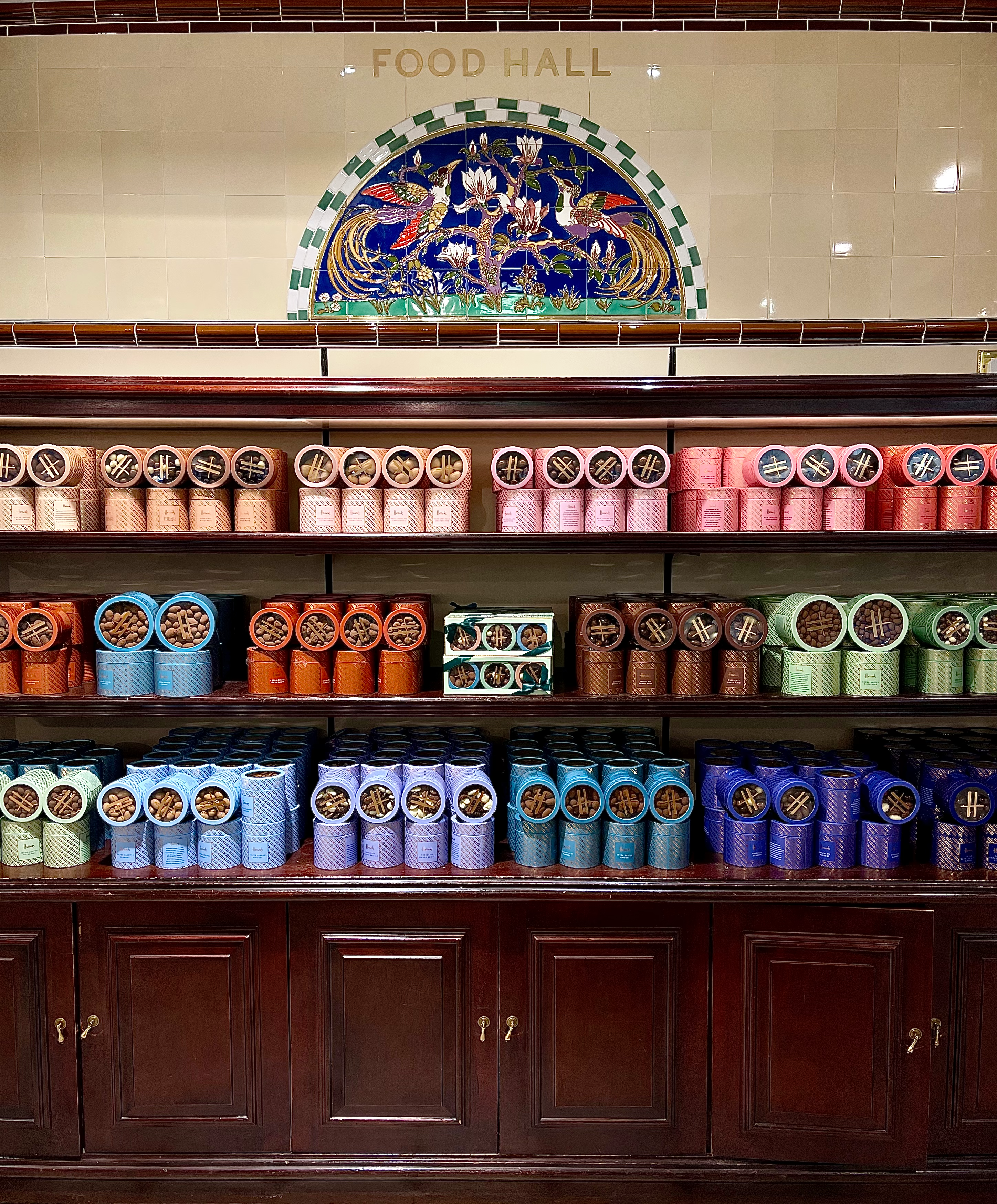

Les trufes són uns dolços petits, de la mida dels panellets, i rodons fets amb xocolata i nata, mantega o altres ingredients i arrebossats o coberts de cacau en pols o fideus de xocolata o alguna cosa similar. Es poden considerar un tipus de bombó o de llaminadura no molt allunyat de les catànies, per exemple. Poden ser de xocolata blanca, xocolata amb llet o xocolata negra; poden contenir castanya, cafè o algun licor, per exemple, o estar cobertes de coco ratllat o sucre i canyella.
Als Països Catalans és tradició guardar-les congelades, i com a postres es poden menjar encara dures, com un gelat, o quan ja estan completament descongelades, de vegades amb nata muntada.
Es diuen trufes, com el bolet d'aquest nom (també dit tòfona), perquè amb la seva forma arrodonida però una mica irregular (es formen fent-les rodar entre les dues mans) i amb la superfície coberta de cacau en pols, tenen un aspecte una mica similar a aquests bolets.

## Cultura popular
Les trufes apareixen a la cançó Corrandes de xocolata de Jaume Arnella: Amb la motxilla ben plena:/ bombons, trufes i torrons, / això no hi ha qui ho aturi / ja pots anar per aquests mons.